# Band of Gypsys
Band of Gypsys este un album în concert și totodată un proiect al lui Jimi Hendrix împreună cu Billy Cox și Buddy Miles ce a urmat după proiectul Experience. Lansat înainte de moartea sa în 1970, albumul a fost ultimul autorizat de către Hendrix și ultimul album autorizat al său lansat de către Capitol Records. Este interesant de notat faptul că este singura serie de concerte în care Hendrix a folosit pedala Octavia. Rareori o aducea la concerte de teamă să nu fie furată.

## Lista pieselor
1. "Who Knows" (9:32)
2. "Machine Gun" (12:36)
3. "Changes" (Buddy Miles) (5:10)
4. "Power to Love" (5:22)
5. "Message of Love" (5:22)
6. "We Gotta Live Together" (Buddy Miles) (5:46)

- Toate cântecele au fost scrise de Jimi Hendrix cu excepția celor notate.

## Componență
- Jimi Hendrix - chitară, voce
- Billy Cox - chitară bas, voce de fundal
- Buddy Miles - baterie, voce